# Поэ-де-Лескар
Поэ́-де-Леска́р (фр. Poey-de-Lescar) — коммуна во Франции, находится в регионе Аквитания. Департамент — Атлантические Пиренеи. Входит в состав кантона Лескар, Гав и Тер-дю-Пон-Лон. Округ коммуны — По.
Код INSEE коммуны — 64448.

## География
Коммуна расположена приблизительно в 650 км к югу от Парижа, в 170 км южнее Бордо, в 10 км к северо-западу от По.
По территории коммуны протекает река Ус-де-Буа.

### Климат
Климат тёплый океанический. Зима мягкая, средняя температура января — от +5°С до +13°С, температуры ниже −10 °C бывают редко. Снег выпадает около 15 дней в году с ноября по апрель. Максимальная температура летом порядка 20-30 °C, выше 35 °C бывает очень редко. Количество осадков высокое, порядка 1100 мм в год. Характерна безветренная погода, сильные ветры очень редки.

## Население
Население коммуны на 2010 год составляло 1533 человека.
| 1962 | 1968 | 1975 | 1982 | 1990 | 1999 | 2010 |
| ---- | ---- | ---- | ---- | ---- | ---- | ---- |
| 357  | 365  | 646  | 1042 | 1310 | 1295 | 1533 |

## Администрация
| Период | Период | Фамилия       | Партия                  | Примечания |
| ------ | ------ | ------------- | ----------------------- | ---------- |
| 1971   | 1977   | Жан Питер     |                         |            |
| 1977   | 2001   | Жозеф Тексидо | Социалистическая партия |            |
| 2001   | 2014   | Жан Рока      | Социалистическая партия |            |
| 2014   | 2020   | Паскаль Фор   | беспартийный            |            |

## Экономика
В 2010 году среди 997 человек трудоспособного возраста (15-64 лет) 724 были экономически активными, 273 — неактивными (показатель активности — 72,6 %, в 1999 году было 66,9 %). Из 724 активных жителей работали 680 человек (350 мужчин и 330 женщин), безработных было 44 (22 мужчины и 22 женщины). Среди 273 неактивных 105 человек были учениками или студентами, 111 — пенсионерами, 57 были неактивными по другим причинам.

## Достопримечательности
- Церковь Св. Иоанна Крестителя (XIX век)[4]

## Фотогалерея
- Въезд в Поэ-де-Лескар
- Поэ-де-Лескар
- Поэ-де-Лескар
- Мэрия
- Библиотека